# Edgar González i Estrada
|  | «Edgar González» redirigeix aquí. Vegeu-ne altres significats a «Edgar Daniel González». |

Edgar González i Estrada (Sallent, Bages, 1 d'abril de 1997) és un futbolista professional català que juga com a defensa central a la UD Almería. És internacional amb la selecció catalana.

## Carrera esportiva
Edgar va néixer a Sallent i es va incorporar a l'equip juvenil del RCD Espanyol el juliol de 2015, des de la UE Cornellà. L'1 de juliol de 2016, després d'acabar l'etapa de futbol base, va tornar cedit al seu anterior club, el UE Cornellà, durant un any.
En el seu debut com a professional, el 31 d'agost de 2016, va jugar els darrers 33 minuts en una derrota per 2-1 al camp de la UD San Sebastián de los Reyes, a la Copa del Rei. A final de temporada, el 3 de juliol de 2017, va renovar el contracte amb l'Espanyol fins al 2020 i va romandre cedit al Cornellà per una temporada més.
El 6 de juliol de 2018, González va firmar un contracte amb el Reial Betis, per incorporar-se a l'equip filial de Tercera Divisió. Va debutar amb el primer equip l'1 de novembre, jugant els 90 minuts en un victòria per 1-0 davant el Racing de Santander, a la Copa del Rei.
Edgar va debutar a La Liga el 23 de novembre de 2019, en una victòria a casa contra el València CF. El següent 21 de juliol va renovar contracte fins al 2023 i fou promocionat al primer equip.
El 3 de setembre de 2020, González fou cedit al Reial Oviedo de segona divisió per la temporada 2019-20. Va marcar els seus primers gols professional el 8 de novembre, marcant un doblet en un gol de 4-0 a casa del CE Castelló.
De tornada als Verdiblancos el juliol de 2021, González va marcar el seu primer gol a la primera categoria el 13 de febrer de 2022, marcant el segon gol del seu equip en una victòria a domicili per 4-2 contra el Llevant UE. El 29 de març va renovar el seu contracte amb el club fins al 2025.
El 6 de juliol de 2023, González va signar un contracte de cinc anys amb un altre equip de primer nivell, la UD Almeria.

## Internacional

### Catalunya
Internacional amb la selecció catalana, el maig de 2022 Gerard López el va convocar per disputar el partit Catalunya – Jamaica a Montilivi, una victòria per 6-0.